# HMS Liverpool (C11)
La HMS Liverpool (Pennant number C11), è stata un incrociatore leggero Classe Town, tipo Gloucester, della Royal Navy. Fu la sesta nave da guerra britannica ad avere il nome della città di Liverpool e servì tra il 1938 ed il 1952, partecipando alla Seconda guerra mondiale.

## Servizio

### Nelle Indie Orientali ed in Cina
Viene impiegata inizialmente nelle Indie Orientali e ad Hong Kong, per difendere la colonia da Cina e Giappone. Nel gennaio 1940 recupera 21 marinai tedeschi sopravvissuti all'affondamento del mercantile Colombus.

### Durante il conflitto
Al momento dello scoppio del conflitto, la Liverpool si trovava assegnata allo Squadrone delle Indie Orientali, con base ad Aden e compiti di scorta e caccia a forzatori di blocco e mercantili tedeschi. Nel novembre 1939 venne trasferita presso la base di operazioni cinese, giungendo ad Hong Kong il 10 dicembre successivo. Alla fine del gennaio 1940 entrò brevemente in cantiere per lavori di manutenzione, tornando poi in servizio con compiti principalmente di difesa del naviglio mercantile. Nel mese di aprile venne riassegnata nelle Indie Orientali, operando insieme all'incrociatore australiano HMAS Hobart nel Mar Rosso durante le operazioni militari in Somaliland.
Nel mese di giugno venne trasferita nella Mediterranean Fleet, partecipando ad un'incursione contro la base di Tobruk insieme alla Gloucester il 12 giugno 1940, ma senza successo, finendo anzi danneggiata dalla violenta reazione dell'incrociatore corazzato San Giorgio, ancorato nella rada. Successivamente prese parte alla battaglia dell'Espero il 28 giugno 1940, inquadrata nella 7ª divisione Incrociatori britannica (7th Cruiser Squadron) sotto il comando dell'ammiraglio di divisione John Tovey, con il ruolo di vice ammiraglia. Durante lo scontro affondò il cacciatorpediniere italiano Espero, venendo colpita a sua volta da un colpo di un pezzo da 120 mm, riportando solo danni minori.
Nei primi giorni di luglio prese parte alla scorta a due convogli diretti a Malta denominati MF1 e MS1. Il 9 luglio prese parte al breve scontro di punta Stilo con la flotta italiana. Due giorni dopo venne danneggiata in un attacco aereo. Dal 21 luglio partecipò alla scorta ad un convoglio diretto nel Mar Egeo, insieme all'incrociatore Capetown e a quattro cacciatorpediniere. Il 29 luglio venne colpita da proiettile sul ponte principale che rimase inesploso dopo aver attraversato il ponte B. L'impatto uccise un membro dell'equipaggio. Il giorno successivo la Liverpool venne trasferita presso il 3º Squadrone incrociatori, rimanendo in cantiere per riparazioni per tutto il mese di agosto. All'inizio di settembre partecipò alla scorta al convoglio MS2 per Malta, incontrando in seguito al largo di Pantelleria la nave da battaglia Valiant, la portaerei Illustrious e gli incrociatori Calcutta e Coventry, inviati a rinforzare la Mediterranean Fleet (Operazione Hats). Di ritorno ad Alessandria la flotta effettuò attacchi aerei su Rodi.
Dall'8 ottobre fornì copertura a distanza a una nuova operazione di rifornimento di Malta, insieme alle portaerei Illustrious e Eagle, alle navi da battaglia Valiant, Ramillies e Warspite e agli incrociatori Ajax, Gloucester, Orion, York e HMAS Sidney, accompagnati da otto cacciatorpediniere. Tre giorni dopo scortò la Illustrious e la Eagle durante una missione di bombardamento su Leros. Il 12 ottobre venne attaccata da siluranti italiane, senza ricevere danni. Una delle unità italiane, l'Artigliere, venne affondata dalla York. Due giorni dopo, durante una simile missione contro le basi di Leros, venne colpita a prua da un siluro lanciato da un aereo. L'impatto causò un incendio in un deposito di carburante e danneggiò la torretta A. L'unità venne quindi rimorchiata durante il tragitto, perdendo completamente parte della prua durante la navigazione. Le riparazioni temporanee si protrassero fino al marzo 1941 per preparare la nave alla traversata oceanica verso gli Stati Uniti, dove avrebbero avuto luogo le riparazioni definitive. In aprile la nave salpò per i cantieri di Mare Island, in California, dove giunse il 16 giugno successivo dopo soste a Manila e alle Hawaii.
I lavori vennero completati il 20 novembre, e il 5 dicembre la Liverpool giunse nel Regno Unito, dove entrò nuovamente in cantiere per l'installazione di nuove apparecchiature radar, tra cui il Type 273 per la scoperta di unità di superficie, il Type 281 per l'individuazione aerea e i Type 284 e 285 per il controllo degli armamenti principali e secondari. Il 6 febbraio 1942 venne quindi trasferita a Scapa Flow con la Home Fleet.
Inquadrata nel 13º Squadrone incrociatori, venne impiegata nella scorta ai convogli artici diretti in Unione Sovietica fino a tutto il mese di maggio. Le scorte a questi convogli erano particolarmente numerose a causa della minaccia di una sortita in mare della Tirpitz, ultima nave da battaglia tedesca. In giugno prese parte insieme alla Forza W all'Operazione Harpoon, un convoglio per il rifornimento dell'isola di Malta. Il 14 giugno venne colpita alla sala macchine da un aerosilurante italiano. L'esplosione bloccò il timone e gli apparecchi di punteria delle torrette X e Y, la velocità venne ridotta a quattro nodi e la nave iniziò ad inclinarsi lateralmente a causa della falla nello scafo. Rimorchiata dal cacciatorpediniere Antelope verso Gibilterra, venne fatta oggetto di ulteriori attacchi aerei, venendo ulteriormente danneggiata da bombe cadute vicino allo scafo. Il 17 giugno giunse infine a Gibilterra, venendo sottoposta a riparazioni temporanee. Il 5 agosto successivo venne tornò quindi in patria, entrando in cantiere a Rosyth per le riparazioni definitive, che durarono fino al luglio 1943.

### Nel dopoguerra

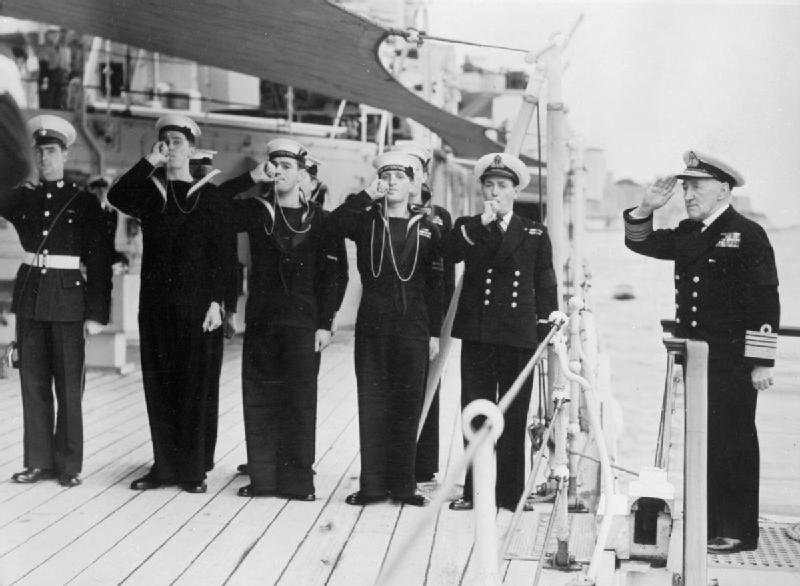
Il Primo Lord del Mare Ammiraglio Rhoderick McGrigor sale a bordo della Liverpool a Malta nel 1952

Dopo aver ricevuto un nuovo modello di radar e ulteriore armamento antiaereo al posto della torretta "X", la Liverpool tornò in servizio nell'ottobre 1945, entrando nel 15º Squadrone Incrociatori della Mediterranean Fleet. Per i successivi due anni sostituì l'HMS Arethusa nel porto di Trieste e, come ammiraglia dell'Ammiraglio Algernon Willis, visitò numerosi porti del Mediterraneo, incluse Istanbul, Sebastopoli ed Atene. L'incrociatore trasportò inoltre la torcia olimpica nell'aprile 1948, in preparazione alla cerimonia di apertura dei Giochi olimpici di Londra.
Mentre si trovava nel porto di Alessandria d'Egitto, il 22 gennaio 1950 accolse a bordo re Faruq, per un incontro con Lord Louis Mountbatten e l'Ambasciatore britannico in Egitto. Nel settembre 1951 la Liverpool fu la prima nave da guerra britannica a visitare la Jugoslavia dopo la fine della guerra e venne visitata dal Maresciallo Tito nella città di Spalato.
In seguito all'abrogazione del Trattato anglo-egiziano del 1936 nell'ottobre 1951, la Royal Navy inviò delle navi da guerra nella zona di Porto Said dove i lavoratori del porto avevano indetto uno sciopero contro l'amministrazione britannica del Canale di Suez. Gli incrociatori Gambia e Liverpool giunti sul luogo si occuparono di svolgere le operazioni portuali, sostituendo con i loro equipaggi i lavoratori in sciopero e difendendo la zona da possibili attacchi di guerriglia.
Nel 1952 la Liverpool venne trasferita nella riserva a Portsmouth. La razionalizzazione graduale della Royal Navy iniziata nei primi anni 50 portò all'abolizione della flotta di riserva con il Defence White Paper del 1957 presentato dal ministro della Difesa Duncan Sandys. Inoltre per l'inizio degli anni 60 tutti gli incrociatori vennero ritirati dal servizio e sostituiti dai cacciatorpediniere Classe County e da tre incrociatori lanciamissili della Classe Tiger. La Liverpool venne venduta nel 1958 per essere demolita a Bo'ness, in Scozia.